# Georges Blond
Pour les articles homonymes, voir Blond.
Georges Blond, né le 11 juillet 1906 à Marseille et mort le 16 mars 1989 à Paris 7e, est un écrivain et journaliste français collaborationniste.

## Biographie
Issu d'une famille de marins, Georges Blond est d'abord capitaine dans la marine marchande.
Dans les années 1930, il contribue à la revue Candide puis devient un des animateurs du Comité des conférences Rive gauche, association pro-allemande proche du Comité France-Allemagne.
En 1936, il participe avec Robert Brasillach et d'autres personnalités au premier voyage en Allemagne d'intellectuels français. En parallèle, il écrit pour la revue Combat fondée par Jean de Fabrègues et Thierry Maulnier.
En 1938, il traduit avec François Dauture, comme lui journaliste à Je suis partout, Mon combat d'Adolf Hitler, le livre est publié chez Arthème Fayard sous le titre Ma doctrine.
En 1940, bien que mobilisé à Brest comme enseigne de vaisseau, il continue à collaborer à Je suis partout dont la publication cesse après le numéro du 7 juin 1940, avant de reprendre le 7 février 1941.
En 1941, il publie chez Grasset un livre antibritannique, L'Angleterre en guerre, relatant sa propre histoire alors que son bateau, le Mistral, était mouillé à Plymouth le 22 juin 1940, ainsi que les mois qui suivirent. En 1942, il participe au second voyage des écrivains français en Allemagne en compagnie de Pierre Drieu la Rochelle, Jacques Chardonne, André Fraigneau et André Thérive. Il en tire un article dans le Petit Parisien intitulé : « Les Invités de Goethe » et dans Je suis partout intitulé « Le Repos de Weimar ». À l'été 1943, il quitte Je suis partout à la suite de Robert Brasillach et Henri Poulain en raison d'un différend avec Charles Lesca. En novembre 1943, il tient la rubrique « Lettres » dans la revue littéraire La Chronique de Paris.
Il figure sur la liste noire du CNE. Frappé d'indignité nationale, il est amnistié par la loi du 6 août 1953.
En 1946, il publie deux romans policiers sous deux pseudonymes différents, L'Ange de la rivière morte (Robert Norrey) et L'Assassin est resté à bord (Jean-Marie Hœdick). Il a également publié dès 1951 des ouvrages à la gloire des Alliés (Le Débarquement, d'Arromanches à Berlin, L'Agonie de l'Allemagne).
En 1948, il est parmi les premiers animateurs de l'Association des amis de Robert Brasillach.
Après une vie aventureuse de marin, il se consacre à l'écriture de romans historiques ou d'ouvrages de vulgarisation historique qui connaissent un succès certain auprès du grand public. Ses thèmes de prédilection sont la Première Guerre mondiale (La Marne, 1974), l'histoire maritime (Histoire de la flibuste, 1969) et la période napoléonienne (La Grande Armée, 1979).

## Décoration
- Chevalier de l'ordre des Arts et des Lettres (1987)[9]

## Œuvre
Georges Blond est un écrivain extrêmement prolifique. Excellent conteur, il publie des études historiques remarquablement fouillées et documentées.

### Récits et ouvrages documentaires
- L'Angleterre en guerre : récit d'un marin français, Grasset, (1941)
- L'Épopée silencieuse : service à la mer, 1939-1940, Grasset, (1942)
- Le Survivant du Pacifique : Histoire du Porte-avions Enterprise, Fayard, (1949). Réédition chez G. P., Bibliothèque Rouge et Or, 1963
- Convois vers l'U.R.S.S., Fayard, (1950). Réédité en 1972 sous le titre Les cargos massacrés
- L'île de la déesse, Fayard, (1950)
- Le Débarquement : 6 juin 1944, Fayard, (1951)
- Les Princes du ciel, Fayard (1951)
- L'Agonie de l'Allemagne 1944-1945, Fayard, (1952)
- La Grande Aventure des baleines, Le Livre contemporain, (1953)
- La Grande Aventure des migrateurs, Fayard, (1955)
- L'Homme, ce pèlerin, Fayard, (1956)
- J'ai vu vivre l'Amérique : de New York à Hollywood, Fayard, (1957)
- L'Amiral Togo : samouraï de la mer, Fayard, (1958)
- La Grande Aventure des éléphants. Fayard, (1959)
- Le Mystère de la "Mary Céleste", Bias, (1959)
- La Défaite allemande à l'Ouest, (3 volumes), Fayard, (1960)
- Grands Navigateurs, Gautier-Languereau, (1960)
- Verdun, Presses de la Cité, (1961) - Prix Richelieu
- La Marne, Presses de la Cité, (1962)
- Bateaux d'aujourd'hui, en collaboration avec Jean Riverain, Gautier-Languereau, coll. Une sélection Paris Match, (1963)
- Le Complot contre Hitler, Éditions L.E.P., (1963)
- La Légion étrangère, Éditions Stock (1964), réédition actualisée en 1981
- Belles histoires des bêtes, Gautier-Languereau, (1965)
- Pétain : Biographie 1856-1951, Presses de la Cité, (1966)
- Rien n'a pu les abattre (l'histoire de la ville de Toulon, des origines jusqu'à la fin des années 1960), Presses de la Cité, (1967)
- Rêver de la France, Vilo, (1968)
- Histoire de la flibuste, Stock, (1969)
- Les Enragés de Dieu : catholiques et protestants, quatre siècles de fanatisme, Éditions Tallandier, (1970)
- Les Grandes Aventures des océans (5 volumes), Tallandier, (1972-1977)
- La Grande Armée du drapeau noir : les anarchistes à travers le monde, Presses de la Cité/Tallandier, (1972)
- Nos amis de la mer et des rivages, Éditions Solar, (1973)
- Les Seigneurs de la jungle de la savane, Solar, (1974)
- La Beauté et la Gloire : Nelson et Emma Hamilton, Éditions Robert Laffont, (1976)
- Festins de tous les temps : histoire pittoresque de notre alimentation, en collaboration avec Germaine Blond, Fayard, (1976)
- Corsaires et Flibustiers, Éditions G.P., (1976)
- La Grande Armée, 1804-1815, Club français du livre, (1979)
- Avec Germaine Blond, La Petite Fille qui avait perdu son ombre, Casterman, (1980)
- Les Cent-Jours, Fayard, (1983)
- Pauline Bonaparte : la nymphomane au cœur fidèle, Éditions Perrin, (1986)
- Moi Laffite, dernier roi des flibustiers, J'ai lu, (1986)
- L'Invincible Armada, Plon, (1988)

### Ouvrage publié sous sa direction
- Histoire mondiale des guerres, Plon (1965)

### Romans
- L'amour n'est qu'un plaisir, Fayard (1935)
- Journal d'un imprudent, Fayard (1936)
- Prométhée délivré, Fayard (1938)
- L'Ange de la rivière morte, Éditions France-Empire (1946) publié sous la signature Robert Norrey
- L'assassin est resté à bord, Éditions France-Empire (1946), publié sous la signature Jean-Marie Hoedik
- Le jour se lève à l'Ouest, Nouvelles Éditions Latines (1948)
- Mary Marner, André Bonne éditeur (1948)
- L'Île de la déesse, Fayard (1950)
- L'Île des phoques, Tallandier (1953)
- Les Naufragés de Paris, Presses de la Cité (1959)
- Julie des Arques, Tallandier (1978)
- Les Châteaux de l'exil, Julliard (1982)

### Nouvelle
- La beauté morte, Sorlot (1943)

### Albums
- La Vie surprenante des phoques, Fayard (1954)
- D'Arromanches à Berlin, Fayard (1954)
- La Vallée des castors, Payot (1956)